# NGC 4602
NGC 4602 est une galaxie spirale intermédiaire située dans la constellation de la Vierge. Sa vitesse par rapport au fond diffus cosmologique est de 2 883 ± 24 km/s, ce qui correspond à une distance de Hubble de 42,5 ± 3,0 Mpc (∼139 millions d'al). NGC 4602 a été découverte par l'astronome germano-britannique William Herschel en 1784.
La classe de luminosité de NGC 4602 est II-III et elle présente une large raie HI. C'est aussi une galaxie active de type Seyfert 2 (1.9).
Selon Vaucouleur et Harold Corwin, NGC 4602 et IC 804 forment une paire de galaxies. La distance de Hubble d'IC 804 est égale à 46,7 ± 3,3 Mpc (∼152 millions d'al). Si l'on considère les incertitudes sur ces distances, ces deux galaxies pourraient fort bien former une paire réelle de galaxies. Cependant, l'image obtenue des données du relevé SDSS ne montre pas de signes évidents de déformation de l'une ou l'autre de ces galaxies.

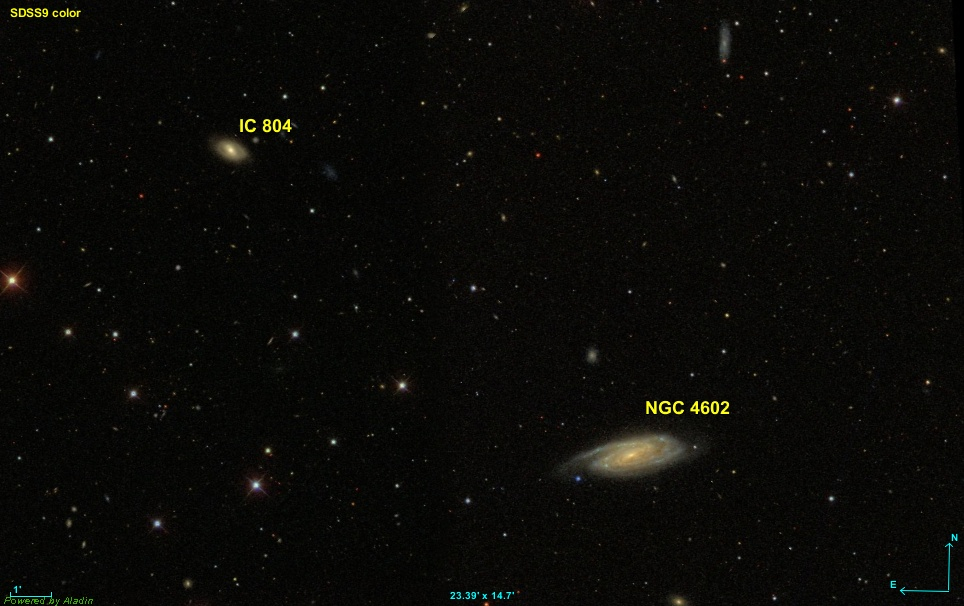
La paire de galaxie NGC 4602 et IC 804.

À ce jour, deux douzaines de mesures non basées sur le décalage vers le rouge (redshift) donnent une distance de 31,954 ± 5,444 Mpc (∼104 millions d'al), ce qui est légèrement à l'extérieur des valeurs de la distance de Hubble. Notons cependant que c'est avec la valeur moyenne des mesures indépendantes, lorsqu'elles existent, que la base de données NASA/IPAC calcule le diamètre d'une galaxie et qu'en conséquence le diamètre de NGC 4602 pourrait être d'environ 41,9 kpc (∼137 000 al) si on utilisait la distance de Hubble pour le calculer.
Note : le professeur Seligman est d'avis que NGC 4604 observée par l'astronome américain Christian Peters en 1883 est la même galaxie que NGC 4602.